# Stanisław Kostka Zwoliński
Stanisław Kostka Zwoliński (ur. 1804, zm. 29 września 1877) – duchowny katolicki, wikariusz generalny, administrator w archidiecezji warszawskiej w latach 1866-1872.

## Życiorys
Od 1845 był kanonikiem honorowym płockim i sędzią surogat. Od 1861 był kustoszem archikatedralnym i proboszczem w kościele Matki Bożej Loretańskiej na warszawskiej Pradze. W latach 1861–1864 był członkiem Rady Stanu Królestwa Polskiego. W 1865 został kanonikiem warszawskim i sędzią surogat. Będąc wikariuszem generalnym w okresie od 4 kwietnia 1866 do 28 października 1872 był administratorem archidiecezji warszawskiej w zastępstwie nieobecnego metropolity Felińskiego.
Został odznaczony orderami św. Anny i Stanisława I klasy.

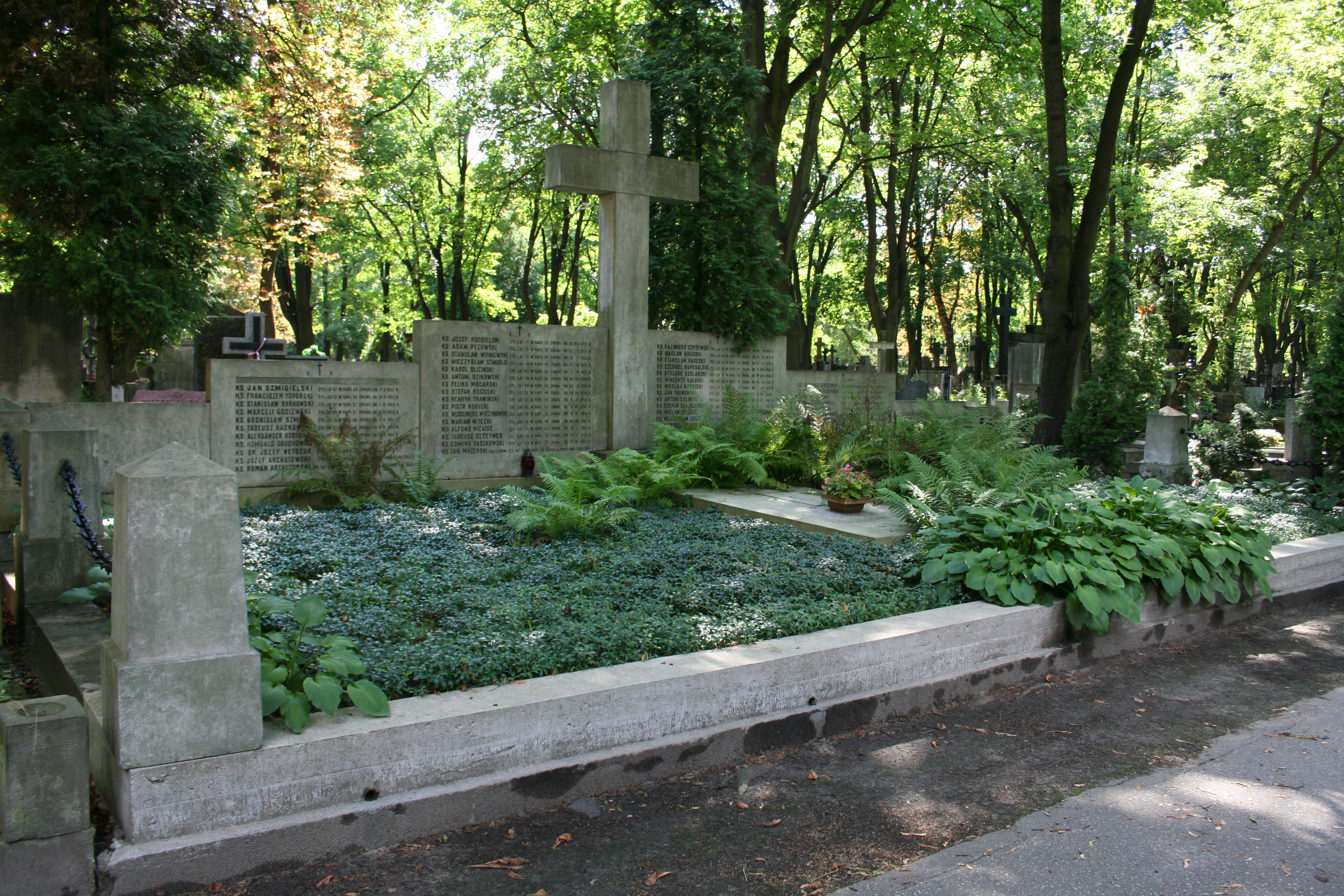
Grób Stanisława Kostki Zwolińskiego na warszawskim cmentarzu Powązkowskim

Został pochowany w mogile zbiorowej księży emerytów Warszawskiej Kapituły Metropolitalnej na cmentarzu Powązkowskim w Warszawie (kw. 107–VI–23/30).